# 1922 (pel·lícula de 1978)
1922 és una pel·lícula dramàtica grega de 1978 dirigida per Nikos Kúnduros sobre el genocidi grec basada en l'autobiografia del novel·lista grec Elias Venezis, To Número 31328. El film és ambientat als voltants d'Esmirna (Izmir) en el moment en què l'exèrcit turc va entrar a la ciutat el 1922, i segueix el patiment dels presoners grecs ètnics.

## Argument
A Esmirna, el setembre de 1922, els grecs van perdre la guerra, els cristians van ser massacrats, exiliats i deportats pels turcs. Ilias, de disset anys, és detingut i ha de ser deportat a un campament al cor d'Anatòlia. Els seus pares intenten comprar-li la llibertat, però fracassen. Es converteix en el número 31328 d'una columna de presoners que marxa cap a l'est, sota les pallisses i l'assetjament dels guàrdies.

## Repartiment
- Antigoni Amanitou - Loukia
- Zaharias Rohas - Ilias
- Nikos Kapios
- Vasilis Kolovos
- Katerina Gogou - actriu
- Minas Hatzisavvas
- Olga Tournaki - Mare d'Ilias

## Recepció
Al Festival Internacional de Cinema de Tessalònica del 1978 va guanyar els premis Gran Premi, Millor Actor, Millor Actriu, Millor Guió i Millor Fotografia.